# سرخس پوشیده
سرخس پوشیده (نام علمی: Notholaena) نام یک سرده از زیرخانواده لبی‌سرخس‌واران است.